# Миллекам, Сильвия
Си́львия Мари́я Миллека́м (нидерл. Sylvia Maria Millecam; 23 февраля 1956 года, Гаага, Южная Голландия, Нидерланды — 19 августа 2001 года, Неймеген, Гелдерланд, Нидерланды) — нидерландская актриса, комедиантка, певица и телеведущая.

## Биография
Сильвия Мария Миллекам родилась 23 февраля 1956 года в Гааге (Южная Голландия, Нидерланды), а позже переехала в Боксмер.
В 1980 году она начала карьеру актрисы, всего сыграла 15 ролей в фильмах и сериалах. В 1989 году снялась для журнала «Playboy». В 1994 году основала собственное ток-шоу «The Sylvia Millecam Show».
В 1999 году Сильвии сообщили о возможном наличии у неё рака молочной железы, а год спустя диагноз был окончательно подтверждён. Поначалу Миллекам посещала врачей, но в итоге женщина решила отказаться от регулярного лечения и обратилась к неэффективным альтернативным методам лечения. Её здоровье постепенно ухудшалось и в конце концов она оказалась в больнице, в то время, когда опухоль была невероятно большой и помочь женщине было уже невозможно. Она умерла в больнице в Неймегене 19 августа 2001 года в возрасте 45-ти лет. Известно, что актриса была связана долголетними романтическими отношениями с Хэйем ван дер Хейденом, но она никогда не была замужем и не имела детей.

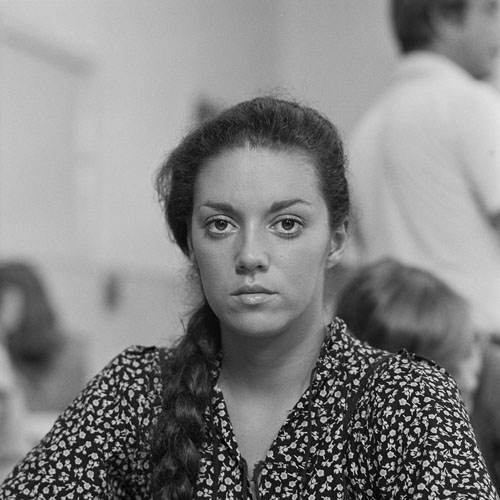
Миллекам в 1980 году
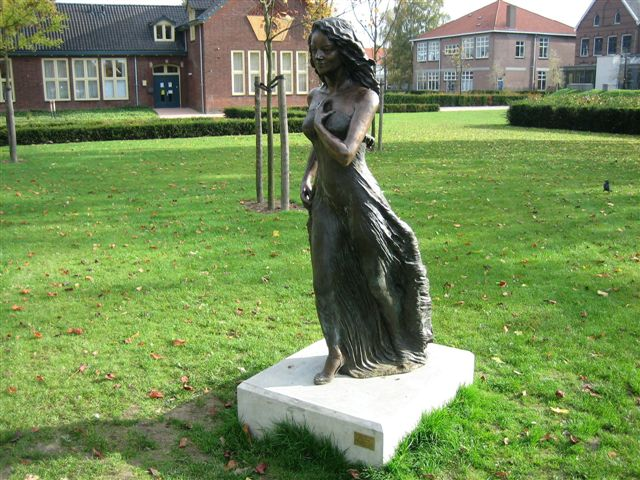
Статуя Сильвии Миллекам в Боксмере[англ.]